# 1677
Portal Geschichte | Portal Biografien | Aktuelle Ereignisse | Jahreskalender | Tagesartikel

◄ |
16. Jahrhundert |
17. Jahrhundert
| 18. Jahrhundert | ►

◄ |
1640er |
1650er |
1660er |
1670er
| 1680er | 1690er | 1700er | ►

◄◄ |
◄ |
1673 |
1674 |
1675 |
1676 |
1677
| 1678 | 1679 | 1680 | 1681 | ► | ►►
Staatsoberhäupter  · Nekrolog   · Musikjahr
| Januar | Januar | Januar | Januar | Januar | Januar | Januar | Januar |
| Kw     | Mo     | Di     | Mi     | Do     | Fr     | Sa     | So     |
| ------ | ------ | ------ | ------ | ------ | ------ | ------ | ------ |
| 53     |        |        |        |        | 1      | 2      | 3      |
| 1      | 4      | 5      | 6      | 7      | 8      | 9      | 10     |
| 2      | 11     | 12     | 13     | 14     | 15     | 16     | 17     |
| 3      | 18     | 19     | 20     | 21     | 22     | 23     | 24     |
| 4      | 25     | 26     | 27     | 28     | 29     | 30     | 31     |

| Februar | Februar | Februar | Februar | Februar | Februar | Februar | Februar |
| Kw      | Mo      | Di      | Mi      | Do      | Fr      | Sa      | So      |
| ------- | ------- | ------- | ------- | ------- | ------- | ------- | ------- |
| 5       | 1       | 2       | 3       | 4       | 5       | 6       | 7       |
| 6       | 8       | 9       | 10      | 11      | 12      | 13      | 14      |
| 7       | 15      | 16      | 17      | 18      | 19      | 20      | 21      |
| 8       | 22      | 23      | 24      | 25      | 26      | 27      | 28      |

| März | März | März | März | März | März | März | März |
| Kw   | Mo   | Di   | Mi   | Do   | Fr   | Sa   | So   |
| ---- | ---- | ---- | ---- | ---- | ---- | ---- | ---- |
| 9    | 1    | 2    | 3    | 4    | 5    | 6    | 7    |
| 10   | 8    | 9    | 10   | 11   | 12   | 13   | 14   |
| 11   | 15   | 16   | 17   | 18   | 19   | 20   | 21   |
| 12   | 22   | 23   | 24   | 25   | 26   | 27   | 28   |
| 13   | 29   | 30   | 31   |      |      |      |      |

| April | April | April | April | April | April | April | April |
| Kw    | Mo    | Di    | Mi    | Do    | Fr    | Sa    | So    |
| ----- | ----- | ----- | ----- | ----- | ----- | ----- | ----- |
| 13    |       |       |       | 1     | 2     | 3     | 4     |
| 14    | 5     | 6     | 7     | 8     | 9     | 10    | 11    |
| 15    | 12    | 13    | 14    | 15    | 16    | 17    | 18    |
| 16    | 19    | 20    | 21    | 22    | 23    | 24    | 25    |
| 17    | 26    | 27    | 28    | 29    | 30    |       |       |

| Mai | Mai | Mai | Mai | Mai | Mai | Mai | Mai |
| Kw  | Mo  | Di  | Mi  | Do  | Fr  | Sa  | So  |
| --- | --- | --- | --- | --- | --- | --- | --- |
| 17  |     |     |     |     |     | 1   | 2   |
| 18  | 3   | 4   | 5   | 6   | 7   | 8   | 9   |
| 19  | 10  | 11  | 12  | 13  | 14  | 15  | 16  |
| 20  | 17  | 18  | 19  | 20  | 21  | 22  | 23  |
| 21  | 24  | 25  | 26  | 27  | 28  | 29  | 30  |
| 22  | 31  |     |     |     |     |     |     |

| Juni | Juni | Juni | Juni | Juni | Juni | Juni | Juni |
| Kw   | Mo   | Di   | Mi   | Do   | Fr   | Sa   | So   |
| ---- | ---- | ---- | ---- | ---- | ---- | ---- | ---- |
| 22   |      | 1    | 2    | 3    | 4    | 5    | 6    |
| 23   | 7    | 8    | 9    | 10   | 11   | 12   | 13   |
| 24   | 14   | 15   | 16   | 17   | 18   | 19   | 20   |
| 25   | 21   | 22   | 23   | 24   | 25   | 26   | 27   |
| 26   | 28   | 29   | 30   |      |      |      |      |

| Juli | Juli | Juli | Juli | Juli | Juli | Juli | Juli |
| Kw   | Mo   | Di   | Mi   | Do   | Fr   | Sa   | So   |
| ---- | ---- | ---- | ---- | ---- | ---- | ---- | ---- |
| 26   |      |      |      | 1    | 2    | 3    | 4    |
| 27   | 5    | 6    | 7    | 8    | 9    | 10   | 11   |
| 28   | 12   | 13   | 14   | 15   | 16   | 17   | 18   |
| 29   | 19   | 20   | 21   | 22   | 23   | 24   | 25   |
| 30   | 26   | 27   | 28   | 29   | 30   | 31   |      |

| August | August | August | August | August | August | August | August |
| Kw     | Mo     | Di     | Mi     | Do     | Fr     | Sa     | So     |
| ------ | ------ | ------ | ------ | ------ | ------ | ------ | ------ |
| 30     |        |        |        |        |        |        | 1      |
| 31     | 2      | 3      | 4      | 5      | 6      | 7      | 8      |
| 32     | 9      | 10     | 11     | 12     | 13     | 14     | 15     |
| 33     | 16     | 17     | 18     | 19     | 20     | 21     | 22     |
| 34     | 23     | 24     | 25     | 26     | 27     | 28     | 29     |
| 35     | 30     | 31     |        |        |        |        |        |

| September | September | September | September | September | September | September | September |
| Kw        | Mo        | Di        | Mi        | Do        | Fr        | Sa        | So        |
| --------- | --------- | --------- | --------- | --------- | --------- | --------- | --------- |
| 35        |           |           | 1         | 2         | 3         | 4         | 5         |
| 36        | 6         | 7         | 8         | 9         | 10        | 11        | 12        |
| 37        | 13        | 14        | 15        | 16        | 17        | 18        | 19        |
| 38        | 20        | 21        | 22        | 23        | 24        | 25        | 26        |
| 39        | 27        | 28        | 29        | 30        |           |           |           |

| Oktober | Oktober | Oktober | Oktober | Oktober | Oktober | Oktober | Oktober |
| Kw      | Mo      | Di      | Mi      | Do      | Fr      | Sa      | So      |
| ------- | ------- | ------- | ------- | ------- | ------- | ------- | ------- |
| 39      |         |         |         |         | 1       | 2       | 3       |
| 40      | 4       | 5       | 6       | 7       | 8       | 9       | 10      |
| 41      | 11      | 12      | 13      | 14      | 15      | 16      | 17      |
| 42      | 18      | 19      | 20      | 21      | 22      | 23      | 24      |
| 43      | 25      | 26      | 27      | 28      | 29      | 30      | 31      |

| November | November | November | November | November | November | November | November |
| Kw       | Mo       | Di       | Mi       | Do       | Fr       | Sa       | So       |
| -------- | -------- | -------- | -------- | -------- | -------- | -------- | -------- |
| 44       | 1        | 2        | 3        | 4        | 5        | 6        | 7        |
| 45       | 8        | 9        | 10       | 11       | 12       | 13       | 14       |
| 46       | 15       | 16       | 17       | 18       | 19       | 20       | 21       |
| 47       | 22       | 23       | 24       | 25       | 26       | 27       | 28       |
| 48       | 29       | 30       |          |          |          |          |          |

| Dezember | Dezember | Dezember | Dezember | Dezember | Dezember | Dezember | Dezember |
| Kw       | Mo       | Di       | Mi       | Do       | Fr       | Sa       | So       |
| -------- | -------- | -------- | -------- | -------- | -------- | -------- | -------- |
| 48       |          |          | 1        | 2        | 3        | 4        | 5        |
| 49       | 6        | 7        | 8        | 9        | 10       | 11       | 12       |
| 50       | 13       | 14       | 15       | 16       | 17       | 18       | 19       |
| 51       | 20       | 21       | 22       | 23       | 24       | 25       | 26       |
| 52       | 27       | 28       | 29       | 30       | 31       |          |          |

| Januar | Januar | Januar | Januar | Januar | Januar | Januar | Januar |
| Kw     | Mo     | Di     | Mi     | Do     | Fr     | Sa     | So     |
| ------ | ------ | ------ | ------ | ------ | ------ | ------ | ------ |
| 53     |        |        |        |        | 1      | 2      | 3      |
| 1      | 4      | 5      | 6      | 7      | 8      | 9      | 10     |
| 2      | 11     | 12     | 13     | 14     | 15     | 16     | 17     |
| 3      | 18     | 19     | 20     | 21     | 22     | 23     | 24     |
| 4      | 25     | 26     | 27     | 28     | 29     | 30     | 31     |

| Februar | Februar | Februar | Februar | Februar | Februar | Februar | Februar |
| Kw      | Mo      | Di      | Mi      | Do      | Fr      | Sa      | So      |
| ------- | ------- | ------- | ------- | ------- | ------- | ------- | ------- |
| 5       | 1       | 2       | 3       | 4       | 5       | 6       | 7       |
| 6       | 8       | 9       | 10      | 11      | 12      | 13      | 14      |
| 7       | 15      | 16      | 17      | 18      | 19      | 20      | 21      |
| 8       | 22      | 23      | 24      | 25      | 26      | 27      | 28      |

| März | März | März | März | März | März | März | März |
| Kw   | Mo   | Di   | Mi   | Do   | Fr   | Sa   | So   |
| ---- | ---- | ---- | ---- | ---- | ---- | ---- | ---- |
| 9    | 1    | 2    | 3    | 4    | 5    | 6    | 7    |
| 10   | 8    | 9    | 10   | 11   | 12   | 13   | 14   |
| 11   | 15   | 16   | 17   | 18   | 19   | 20   | 21   |
| 12   | 22   | 23   | 24   | 25   | 26   | 27   | 28   |
| 13   | 29   | 30   | 31   |      |      |      |      |

| April | April | April | April | April | April | April | April |
| Kw    | Mo    | Di    | Mi    | Do    | Fr    | Sa    | So    |
| ----- | ----- | ----- | ----- | ----- | ----- | ----- | ----- |
| 13    |       |       |       | 1     | 2     | 3     | 4     |
| 14    | 5     | 6     | 7     | 8     | 9     | 10    | 11    |
| 15    | 12    | 13    | 14    | 15    | 16    | 17    | 18    |
| 16    | 19    | 20    | 21    | 22    | 23    | 24    | 25    |
| 17    | 26    | 27    | 28    | 29    | 30    |       |       |

| Mai | Mai | Mai | Mai | Mai | Mai | Mai | Mai |
| Kw  | Mo  | Di  | Mi  | Do  | Fr  | Sa  | So  |
| --- | --- | --- | --- | --- | --- | --- | --- |
| 17  |     |     |     |     |     | 1   | 2   |
| 18  | 3   | 4   | 5   | 6   | 7   | 8   | 9   |
| 19  | 10  | 11  | 12  | 13  | 14  | 15  | 16  |
| 20  | 17  | 18  | 19  | 20  | 21  | 22  | 23  |
| 21  | 24  | 25  | 26  | 27  | 28  | 29  | 30  |
| 22  | 31  |     |     |     |     |     |     |

| Juni | Juni | Juni | Juni | Juni | Juni | Juni | Juni |
| Kw   | Mo   | Di   | Mi   | Do   | Fr   | Sa   | So   |
| ---- | ---- | ---- | ---- | ---- | ---- | ---- | ---- |
| 22   |      | 1    | 2    | 3    | 4    | 5    | 6    |
| 23   | 7    | 8    | 9    | 10   | 11   | 12   | 13   |
| 24   | 14   | 15   | 16   | 17   | 18   | 19   | 20   |
| 25   | 21   | 22   | 23   | 24   | 25   | 26   | 27   |
| 26   | 28   | 29   | 30   |      |      |      |      |

| Juli | Juli | Juli | Juli | Juli | Juli | Juli | Juli |
| Kw   | Mo   | Di   | Mi   | Do   | Fr   | Sa   | So   |
| ---- | ---- | ---- | ---- | ---- | ---- | ---- | ---- |
| 26   |      |      |      | 1    | 2    | 3    | 4    |
| 27   | 5    | 6    | 7    | 8    | 9    | 10   | 11   |
| 28   | 12   | 13   | 14   | 15   | 16   | 17   | 18   |
| 29   | 19   | 20   | 21   | 22   | 23   | 24   | 25   |
| 30   | 26   | 27   | 28   | 29   | 30   | 31   |      |

| August | August | August | August | August | August | August | August |
| Kw     | Mo     | Di     | Mi     | Do     | Fr     | Sa     | So     |
| ------ | ------ | ------ | ------ | ------ | ------ | ------ | ------ |
| 30     |        |        |        |        |        |        | 1      |
| 31     | 2      | 3      | 4      | 5      | 6      | 7      | 8      |
| 32     | 9      | 10     | 11     | 12     | 13     | 14     | 15     |
| 33     | 16     | 17     | 18     | 19     | 20     | 21     | 22     |
| 34     | 23     | 24     | 25     | 26     | 27     | 28     | 29     |
| 35     | 30     | 31     |        |        |        |        |        |

| September | September | September | September | September | September | September | September |
| Kw        | Mo        | Di        | Mi        | Do        | Fr        | Sa        | So        |
| --------- | --------- | --------- | --------- | --------- | --------- | --------- | --------- |
| 35        |           |           | 1         | 2         | 3         | 4         | 5         |
| 36        | 6         | 7         | 8         | 9         | 10        | 11        | 12        |
| 37        | 13        | 14        | 15        | 16        | 17        | 18        | 19        |
| 38        | 20        | 21        | 22        | 23        | 24        | 25        | 26        |
| 39        | 27        | 28        | 29        | 30        |           |           |           |

| Oktober | Oktober | Oktober | Oktober | Oktober | Oktober | Oktober | Oktober |
| Kw      | Mo      | Di      | Mi      | Do      | Fr      | Sa      | So      |
| ------- | ------- | ------- | ------- | ------- | ------- | ------- | ------- |
| 39      |         |         |         |         | 1       | 2       | 3       |
| 40      | 4       | 5       | 6       | 7       | 8       | 9       | 10      |
| 41      | 11      | 12      | 13      | 14      | 15      | 16      | 17      |
| 42      | 18      | 19      | 20      | 21      | 22      | 23      | 24      |
| 43      | 25      | 26      | 27      | 28      | 29      | 30      | 31      |

| November | November | November | November | November | November | November | November |
| Kw       | Mo       | Di       | Mi       | Do       | Fr       | Sa       | So       |
| -------- | -------- | -------- | -------- | -------- | -------- | -------- | -------- |
| 44       | 1        | 2        | 3        | 4        | 5        | 6        | 7        |
| 45       | 8        | 9        | 10       | 11       | 12       | 13       | 14       |
| 46       | 15       | 16       | 17       | 18       | 19       | 20       | 21       |
| 47       | 22       | 23       | 24       | 25       | 26       | 27       | 28       |
| 48       | 29       | 30       |          |          |          |          |          |

| Dezember | Dezember | Dezember | Dezember | Dezember | Dezember | Dezember | Dezember |
| Kw       | Mo       | Di       | Mi       | Do       | Fr       | Sa       | So       |
| -------- | -------- | -------- | -------- | -------- | -------- | -------- | -------- |
| 48       |          |          | 1        | 2        | 3        | 4        | 5        |
| 49       | 6        | 7        | 8        | 9        | 10       | 11       | 12       |
| 50       | 13       | 14       | 15       | 16       | 17       | 18       | 19       |
| 51       | 20       | 21       | 22       | 23       | 24       | 25       | 26       |
| 52       | 27       | 28       | 29       | 30       | 31       |          |          |

## Ereignisse

### Politik und Weltgeschehen

#### Skandinavien
- seit 1674 Nordischer Krieg zwischen Schweden und Dänemark.
  - vom 25. Juni bis 15. Dezember belagerte und eroberte ein brandenburgisch-dänisch-lüneburgisches Heer die schwedisch-pommersche Stadt Stettin.
  - 1. Juni: Die dänische Flotte siegt in der Seeschlacht bei Mön.
  - Juni/Juli: Die dänische Belagerung von Malmö wird von den Schweden mit schweren Verlusten zurückgeschlagen. Das dänische Heer zieht sich nach Landskrona zurück.

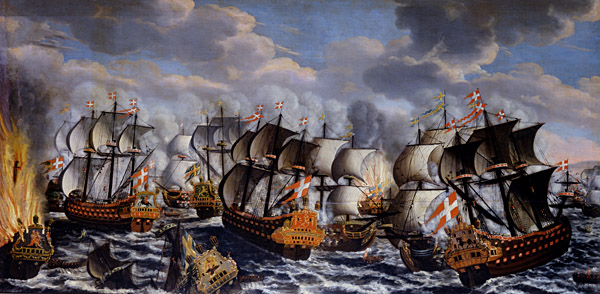
Seeschlacht in der Køge Bucht
Gemälde von Claus Møinichen, 1686

- - 11./12. Juli: Die Seeschlacht in der Køgebucht endet mit einer schweren Niederlage der schwedischen Flotte.
  - 14. Juli: In der Schlacht bei Landskrona besiegt Schweden das in Auflösung befindliche dänische Heer.
  - 28. Juli: Ein norwegisch-dänisches Heer unter Ulrich Friedrich Gyldenlöwe erobert die Festung Carlsten, die bis dahin als uneinnehmbar gegolten hat. Gyldenlöwe muss sich jedoch Ende des Jahres wieder nach Norwegen zurückziehen.

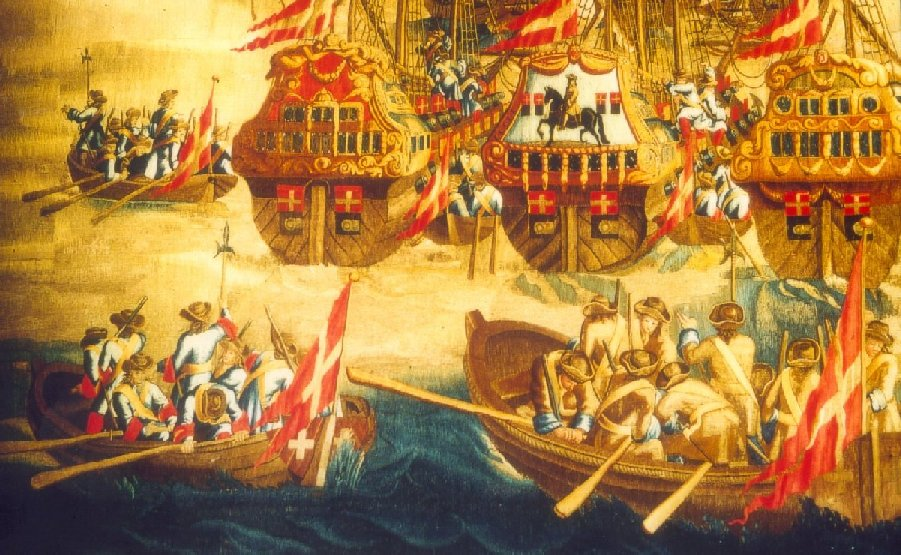
Dänische Landung auf Rügen
Rosenburg Tapestries (1684–1693)

- - 17. September: Das dänische Heer landet auf Rügen und besetzt die Ostseeinsel.
- Französische Piraten überfallen die Färöer und plündern Tórshavn. Sie entwenden unter anderem die Kasse des Løgtings und schänden die Kirche zu Tórshavn. Die lädierte Kanzel von damals steht heute in der Kirche zu Hvalvík.

#### Frankreich und seine Kriege
- 17. März: François-Henri de Montmorency-Luxembourg erobert mit seinen Truppen im Holländischen Krieg die belagerte Stadt Valenciennes für Frankreich.
- 11. April: In der Schlacht bei Cassel siegen im Holländischen Krieg französische über niederländische Truppen.

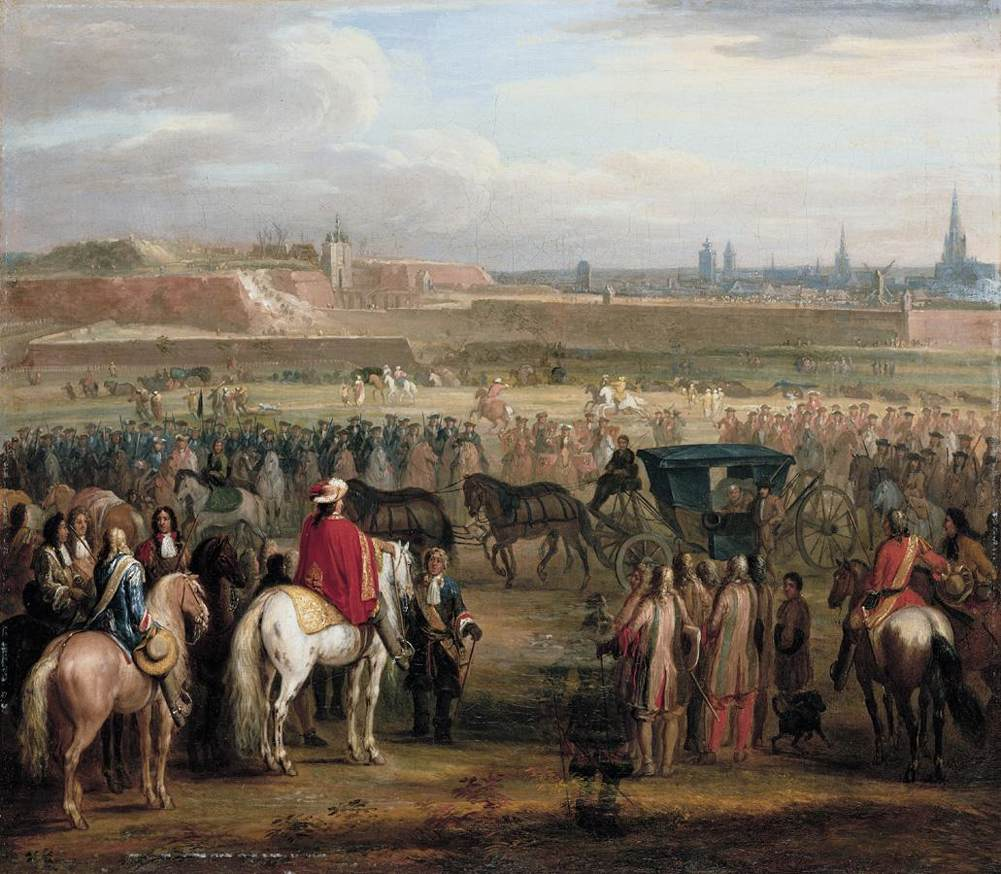
Kapitulation von Cambrai

- Cambrai wird von der französischen Krone annektiert.
- Ludwig XIV. richtet in Frankreich die Chambre ardente zur Aufklärung der Giftaffäre ein, die durch den Prozess gegen Marie-Madeleine de Brinvilliers im Jahr 1675 losgetreten worden ist.

#### Karibik
- 12. Dezember: In der Schlacht von Tobago siegen französische Streitkräfte über die niederländischen Verteidiger, die im März des Jahres einen ersten Landungsversuch der Franzosen auf der Karibik-Insel Tobago abwehren konnten.

#### Afrika
- Niederländische Siedler werden von der Küste Senegals durch die Franzosen vertrieben.

#### Amerikanische Kolonien
- Februar: Bacon’s Rebellion in Virginia wird endgültig niedergeworfen.

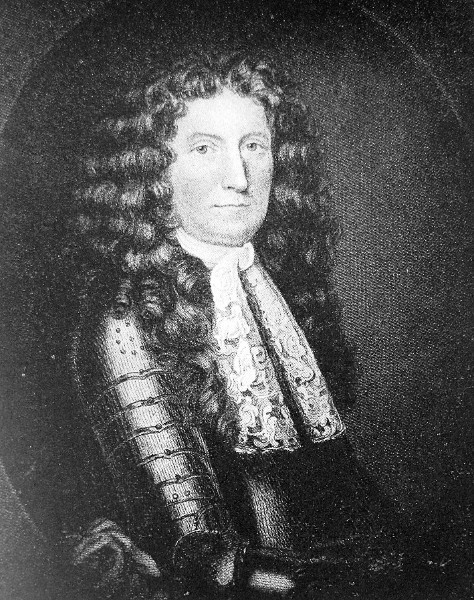
Gouverneur Edmund Andros

- Edmund Andros, Gouverneur der britischen Kolonie New York, gründet die Covenant Chain, ein Bündnis zwischen den britischen Kolonien in Nordamerika und der Irokesen-Liga gegen die Franzosen in Neufrankreich.
- Die Stadt Valencia im Vizekönigreich Neuspanien wird von französischen Piraten geplündert und zum großen Teil niedergebrannt. Dadurch gehen wertvolle Unterlagen über die frühe Besiedelung Venezuelas verloren.

### Wirtschaft
- Zwölf Meister des Musikinstrumentenbaus schließen sich in Markneukirchen zu einer Innung zusammen. Der Ort und seine Umgebung wird bald als Musikwinkel bekannt.

### Wissenschaft und Technik
- Maria Sibylla Merian veröffentlicht Band zwei und drei ihres botanischen Werkes Neues Blumenbuch.
- Edmond Halley entdeckt den Kugelsternhaufen Omega Centauri im Sternbild Zentaur.

### Kultur

#### Bildende Kunst und Architektur
- Das Monument in London zur Erinnerung an den Großen Brand von London im Jahr 1666 wird vollendet.
- Die Cathédrale Saint-Louis-des-Invalides in Paris wird fertiggestellt.

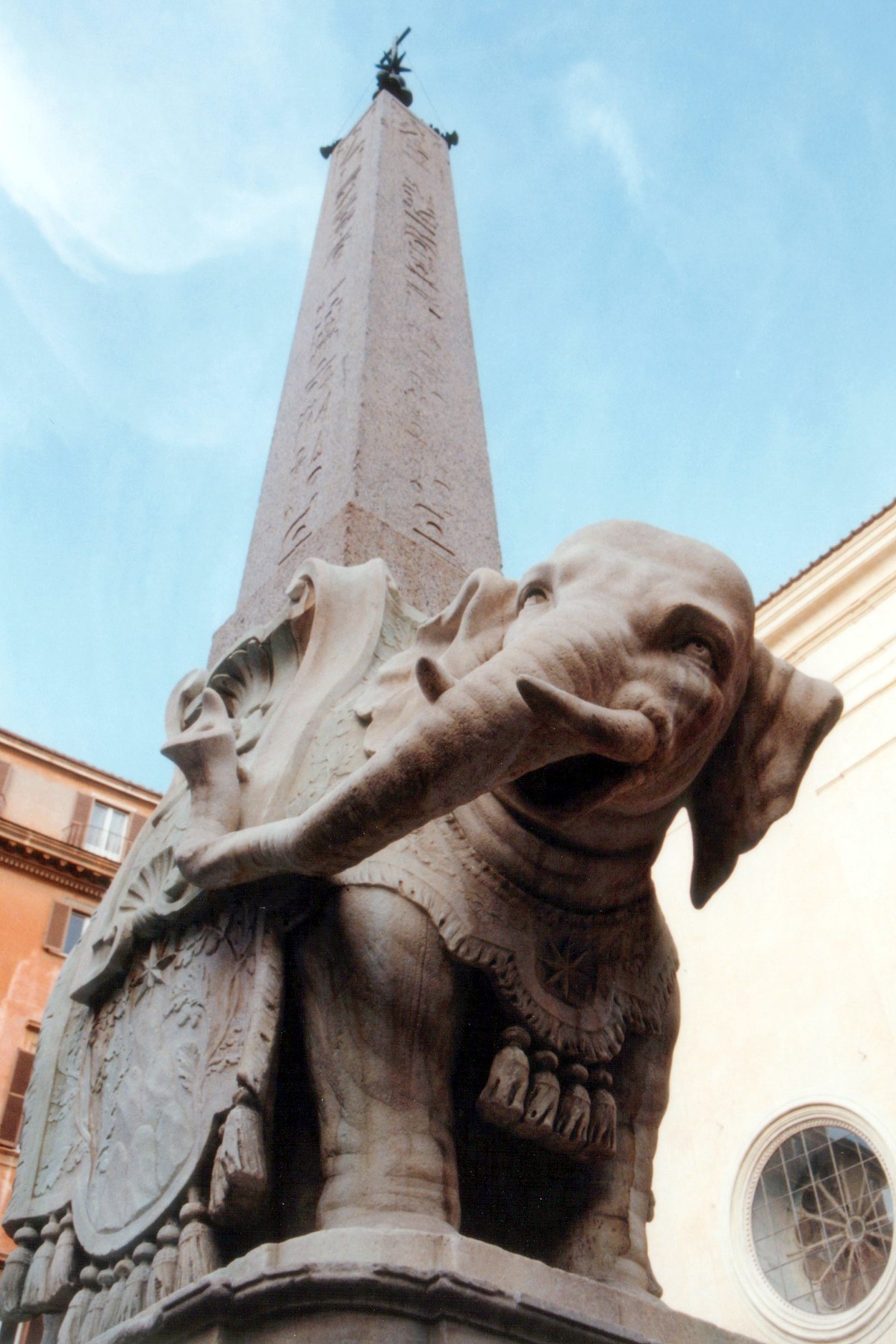
Elefant mit Obelisk auf der Piazza della Minerva

- Der von Ercole Ferrata nach einem Entwurf des Gian Lorenzo Bernini geschaffene Obelisco della Minerva wird auf der Piazza della Minerva vor der Basilika Santa Maria sopra Minerva in Rom aufgestellt. Der altägyptische Obelisk wird von Berninis Elefant getragen.

#### Musik und Theater
- 1. Januar: Die Tragödie Phèdre von Jean Racine hat ihre Uraufführung im Hôtel de Bourgogne in Paris. Die literarische Vorlage ist die Tragödie Der bekränzte Hippolytos von Euripides. Das Stück besteht aus 1654 paarweise gereimten Alexandrinern und ist eines der wichtigsten Werke der französischen Klassik.
- 9. September: Das Te Deum von Jean-Baptiste Lully wird uraufgeführt.

### Gesellschaft
- 4. November: In London heiraten die spätere Königin Maria II. und Wilhelm III. von Oranien-Nassau.

### Katastrophen
- 11. August: Rostock wird durch ein Großfeuer verwüstet, das ein Drittel der Bausubstanz zerstört und den wirtschaftlichen Niedergang der Stadt verstärkt.

## Geboren

### Geburtsdatum gesichert
- 27. Januar: Justina Catharina Steffan von Cronstetten, Frankfurter Patrizierin und Stifterin († 1766)
- 03. Februar: Jan Blažej Santini-Aichel, Architekt in Böhmen († 1723)
- 04. Februar: Johann Ludwig Bach, deutscher Komponist († 1731)
- 05. Februar: Wilhelm Erasmus Arends, deutscher Pfarrer († 1721)
- 18. Februar: Jacques Cassini, französischer Astronom und Geograf († 1756)
- 26. Februar: Nicola Fago, italienischer Komponist († 1745)
- 22. März: Anna Luise Föhse, Ehefrau des Fürsten Leopold I. von Anhalt-Dessau († 1745)
- 04. April: Henrich Mencke, westfälischer Orgelbauer († 1727)
- 20. April: Johann Conrad Gottfried Wildermett, Schweizer evangelischer Geistlicher († 1758)
- 04. Mai: Françoise Marie de Bourbon, Herzogin von Chartres und Herzogin von Orléans († 1749)
- 15. Mai: Gottlieb Siegmund Corvinus, deutscher Dichter und Jurist († 1747)
- 24. Mai: Christian Ludwig von Brandenburg-Schwedt, Administrator von Halberstadt († 1734)
- 30. Mai: Sigismund Graf von Kollonitz, Erzbischof der Erzdiözese Wien und Kardinal († 1751)
- 05. Juni: Hans Jacob Rietmann, Bürgermeister von St. Gallen († 1756)
- 14. Juni: Johann Jakob Baier, deutscher Mediziner und Geologe († 1735)
- 28. Juni: Christoph Heinrich Zeibich, deutscher lutherischer Theologe († 1748)
- 13. Juli: Johann Georg, Herzog von Sachsen-Weißenfels und Fürst von Sachsen-Querfurt († 1712)
- 20. Juli: Johann Franz Capellini von Wickenburg, kurpfälzischer Geheimer Rat und Autor († 1752)
- 08. August: Johann August, Fürst von Anhalt-Zerbst († 1742)
- 27. August: Otto Ferdinand Graf von Abensperg und Traun, österreichischer Feldmarschall († 1748)
- 04. September: Johann Andreas Hommel, Memminger Maler († 1751)
- 14. September: Salomo Deyling, deutscher evangelischer Theologe († 1755)
- 17. September: Stephen Hales, englischer Physiologe und Physiker († 1761)
- 18. September: Christian Döring, Leipziger Architekt und Baumeister († 1750)
- 22. September: Antoine Maurice der Ältere, französisch-schweizerischer evangelischer Geistlicher und Hochschullehrer († 1756)
- 27. September: Johann Gabriel Doppelmayr, deutscher Astronom († 1750)
- 05. Oktober: Pietro Grimani, 115. Doge von Venedig († 1752)
- 06. Oktober: Philipp Johann von Strahlenberg, schwedischer Offizier, Kartograph, Geograph und Sprachwissenschaftler († 1747)
- 10. Oktober: William Dummer, britischer Kolonialpolitiker, Gouverneur der Province of Massachusetts Bay († 1761)

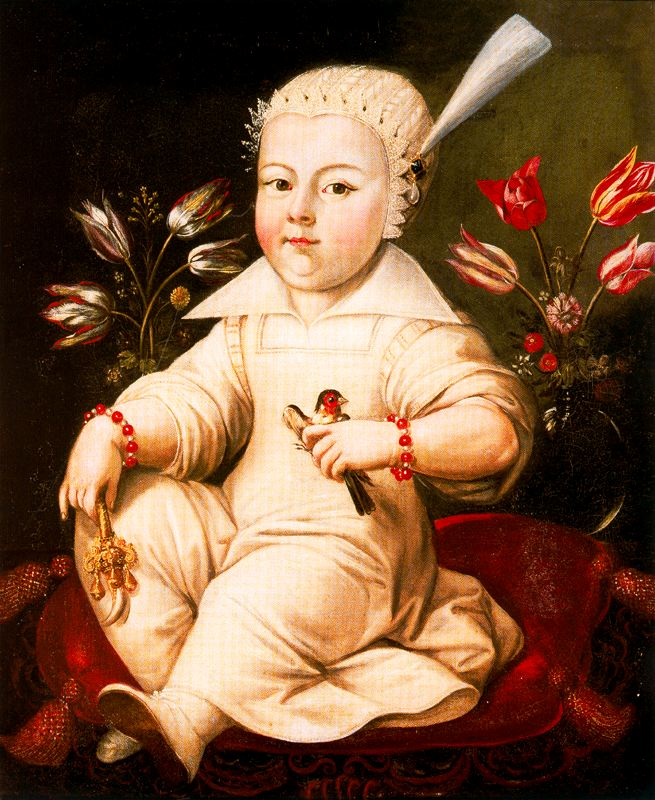
Stanisław Bogusław Leszczyński 1682

- 20. Oktober: Stanislaus I. Leszczyński, König von Polen und Herzog von Lothringen († 1766)
- 23. Oktober: Rudolf Franz Erwein von Schönborn, deutscher Politiker und Diplomat († 1754)
- 03. November: Euphrosyne Auen, deutsche Dichterin († 1715)
- 18. November: Just Wiedewelt, dänischer Bildhauer († 1757)
- 29. November: Guillaume Coustou der Ältere, französischer Bildhauer († 1746)
- 25. Dezember: Natale Ricci, italienischer Maler († 1754)
- 29. Dezember: August Ferdinand, Herzog von Braunschweig und Lüneburg († 1704)

### Genaues Geburtsdatum unbekannt
- Christian Petzold, deutscher Organist und Komponist († 1733)

## Gestorben

### Erstes Halbjahr
- 10. oder 31. Januar: Friedrich VI., Markgraf von Baden-Durlach (* 1617)
- 18. Januar: Jan van Riebeeck, niederländischer Schiffsarzt, Kaufmann und Kolonieverwalter (* 1619)
- 30. Januar: Francesco Caratti, böhmischer Architekt Tessiner Herkunft (* 1615)

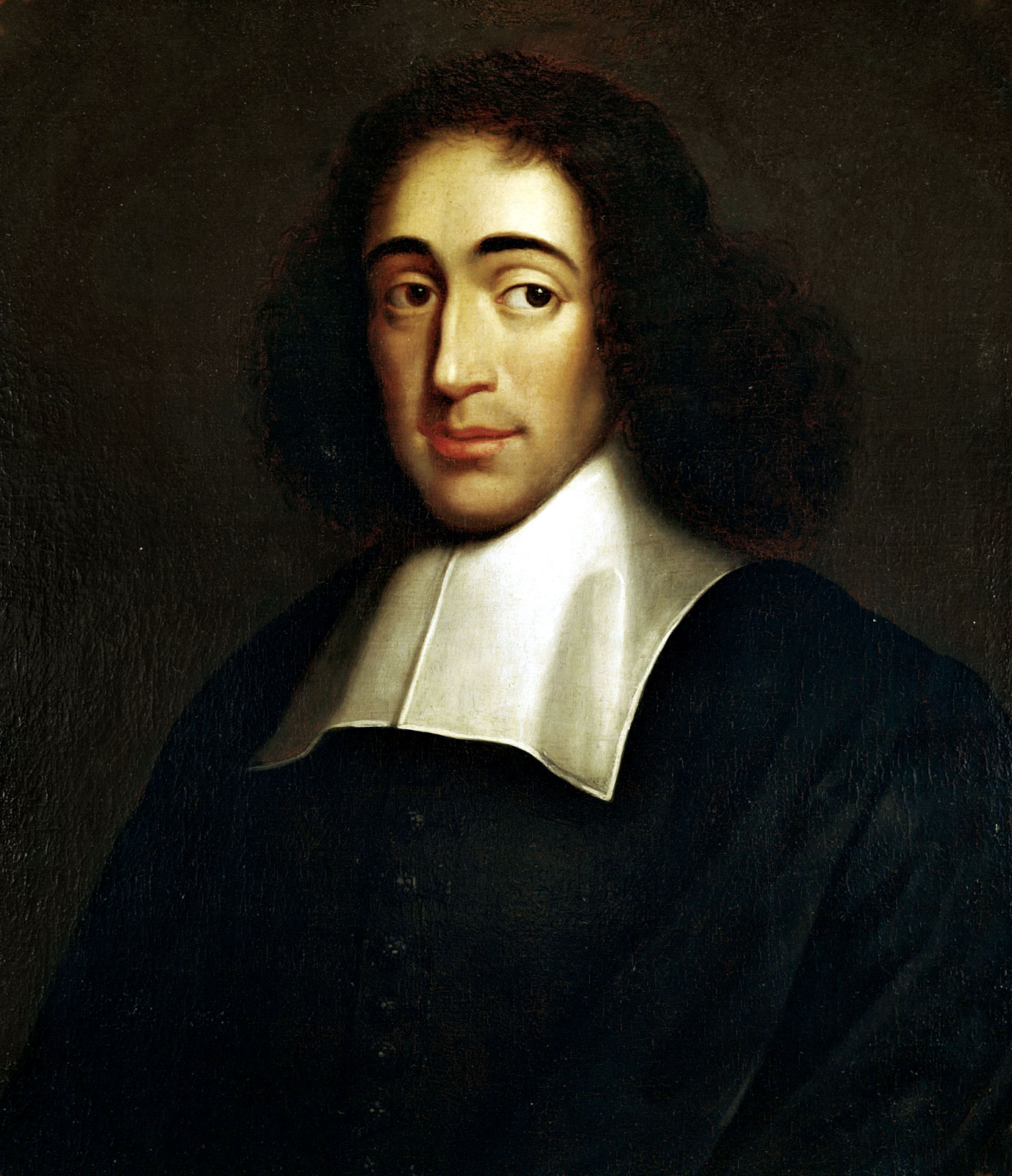
Baruch Spinoza, 1665

- 21. Februar: Baruch de Spinoza, niederländischer Philosoph (* 1632)
- 15. März: Evaristo Baschenis, italienischer Maler (* 1617)
- 18. März: Marie Luise von Degenfeld, Raugräfin zu Pfalz (* 1634)
- beerdigt 19. März: Anthonie van Borssom, niederländischer Maler und Zeichner (* um 1630)
- 21. März: Ángel de Peredo, spanischer Offizier, Richter und Gouverneur von Chile (* 1623)
- 25. März: Wenzel Hollar, böhmischer Zeichner und Kupferstecher (* 1607)
- 16. April: Huldreich Groß, deutscher Rechtsanwalt und Stifter der Leipziger Stadtbibliothek (* 1605)
- 20. April: Mathieu Le Nain, französischer Maler (* 1607)
- 22. April: Wenzel Eusebius von Lobkowicz, böhmischer Adeliger und Politiker sowie Herzog von Sagan (* 1609)
- 22. Mai: Wilhelm von Baden, Markgraf von Baden (* 1593)
- 23. Mai: Johann, Graf von Nassau-Idstein (* 1603)

### Zweites Halbjahr
- 03. Juli: Wilhelm Ludwig, Herzog von Württemberg (* 1647)
- 09. Juli: Angelus Silesius, deutscher Dichter (* 1624)
- 24. Juli: Ignatius Andreas Akhidjan, katholischer Patriarch (* 1622)
- 12. August: Sophie von Barby, Fürstin von Ostfriesland (* 1636)
- 28. August: Wallerant Vaillant, niederländischer Maler und Radierer (* 1623)
- 20. September: Daniel Lüdemann, deutscher lutherischer Theologe (* 1621)
- 07. Oktober: Friedrich Wilhelm, Graf von Rietberg (* 1650)
- 09. Oktober: Gustav Adolf von Nassau-Saarbrücken, Graf von Saarbrücken und Generalwachtmeister des Heiligen Römischen Reiches bei Rhein (* 1632)
- 11. Oktober: Otto Johann Witte, deutscher Politiker (* 1615)
- 19. Oktober: Hans-Jerg Brendlin, genannt Elenhans, aufständischer Bauer im Uracher Amt im Dreißigjährigen Krieg (* 1609)
- 09. November: Aert van der Neer, holländischer Landschaftsmaler (* 1603 oder 1604)
- 11. November: Johann Weikhard von Auersperg, österreichischer Minister, Fürst von Auersperg, Reichsfürst von Tengen und Herzog von Münsterberg (* 1615)
- 11. November: Barbara Strozzi, italienische Sängerin und Komponistin (* 1619)
- 14. November: Matthias Abele von und zu Lilienberg, österreichischer Jurist und Schriftsteller (* 1616)
- 25. November: Mukai Genshō, japanischer Neo-Konfuzianer, Arzt und Botaniker (* 1609)
- 13. Dezember: Thomas Howard, 5. Duke of Norfolk, englischer Adeliger (* 1627)
- 14. Dezember: Christian Albrecht von Dohna, kurbrandenburgischer General (* 1621)
- 16. Dezember: Hans Rudolf Werdmüller, Schweizer Offizier (* 1614)
- 26. Dezember: Bernhard Gustav von Baden-Durlach, Kardinal und Fürstabt von Fulda und Kempten (* 1631)

### Genaues Todesdatum unbekannt
- Henri Beaubrun, französischer Maler (* 1603)
- Hans Rudolf von Greiffenberg, Onkel, Vormund und Ehemann der Dichterin Catharina Regina von Greiffenberg (* 1607)
- Shartshang Kelden Gyatsho, tibetischer Mönch (* 1607)
- Hans Caspar Waser, Schweizer evangelischer Geistlicher (* 1612)